# Johan van Lom (Tweede Wereldoorlog)
Johan (Han) van Lom (Gorinchem, 3 juni 1918 – Amsterdam, 6 maart 1945) was een Nederlandse jurist. Hij was tijdens de Tweede Wereldoorlog betrokken bij het verzet. In de laatste maanden van de oorlog verraadde hij een aantal verzetsleden aan de Duitsers. In reactie daarop werd hij door de ondergrondse geliquideerd.

## Levensloop
Van Lom studeerde rechten aan de Universiteit Leiden. Deze universiteit werd door de Duitsers in de zomer van 1941 gesloten na de beroemde lezing van professor Rudolph Cleveringa waarin hij protesteerde tegen de wens van de Duitsers dat elke student de ariërverklaring zou ondertekenen. Van Lom kon zijn studie daardoor niet afmaken en ging aan de slag in de advocatenpraktijk van Jan de Pont. De Pont stond verschillende Joodse families en meerdere verzetslieden bij. Zo wist hij een aantal medewerkers van de illegale krant Het Parool vrij te krijgen tijdens het zogeheten Tweede Paroolproces.
Parool-uitgever Wim van Norden vroeg De Pont in 1944 een pensioenfonds op te zetten voor na de oorlog voor verzetsstrijders. De advocaat bedankte voor de eer, omdat hij tegen elke prijs wilde vermijden met het verzet geassocieerd te worden. In plaats daarvan raadde hij zijn medewerker Van Lom aan. In deze hoedanigheid kwam Van Lom in contact met de leiders van het Nederlandse verzet. Van Lom zelf was anti-Duits. In de eerste jaren van de oorlog was hij betrokken geweest bij de Nederlandse Unie, totdat deze organisatie in december 1941 verboden werd.
Naarmate de maanden voortschreden nam de druk op Van Lom steeds verder toe. In oktober 1944 was zijn baas Jan de Pont als represaillemaatregel opgepakt. Een maand later volgde Tjodina Maria Tymstra (1919-1960), een goede vriendin. Zij had in 1943 tijdelijk bij Van Lom en zijn vrouw Non ingewoond en was gepakt met een aantal exemplaren van Het Parool in haar fietstas. In januari 1945 zocht Van Lom contact met Friedrich Viebahn, werkzaam bij de Sicherheitsdienst. Hij verschafte informatie over de plaats en tijdstip van een vergadering waar veel belangrijke verzetsleden aanwezig waren. In ruil daarvoor liet Viebahn Tymstra vrij.
Tijdens de vergadering werden Jaap Buijs, Jan Smallenbroek en Arie van Namen opgepakt. Van Lom verborg zich via een luik onder de vloer, samen met de communist Lodewijk (Bob) Gillieron (1909-1970). Met de Duitsers was afgesproken dat ze Van Lom zogenaamd niet zouden vinden. Uit eigen beweging had Teus van Vliet zich ook bij het tweetal geschaard. De bezetter wilde Van Vliet, die betrokken was bij de Landelijke Organisatie voor Hulp aan Onderduikers (LO), graag in handen krijgen. Daarom maakte Van Lom een nieuwe afspraak, waarna Van Vliet werd opgepakt terwijl hij zijn fiets van het slot haalde. In zijn agenda vonden de Duitsers een aantekening voor een andere vergadering. Van Vliet had verwacht dat iedereen van zijn verdwijning op de hoogte zou zijn en dat de vergadering was afgelast of verplaatst. Daar werd een inval gedaan en werd Walraven van Hall, samen met verschillende andere kopstukken van het verzet, gearresteerd en kort daarna geëxecuteerd. Van Lom had met Viebahn afgesproken dat de verzetslieden aanwezig bij de door hem verraden vergadering, niet geëxecuteerd zouden worden. Viebahn hield zich aan die afspraak. Omdat Walraven van Hall indirect gevangen genomen werd als gevolg van het verraad viel hij volgens Viebahn niet onder die afspraak.
Binnen het verzet was het intussen duidelijk geworden dat Van Lom achter het verraad zat. Hij dook eerst nog twee maanden onder, maar vertoonde in maart 1945 zijn gezicht weer. In een pand aan de Keizersgracht werd hij twee uur lang door vijf verzetsleden verhoord. Dit gebeurde onder leiding van Wim Sanders, later de grote man achter het Bureau Nationale Veiligheid en de Binnenlandse Veiligheidsdienst. Daarna werd hij gedwongen om een giftig mengsel in te nemen. Het is niet duidelijk of hij weigerde of dat het gif zijn uitwerking miste. Van Lom kreeg uiteindelijk een nekschot en zijn lichaam werd in de gracht geworpen.

## Reden voor het verraad
Het is nooit definitief vast komen te staan waarom Van Lom de gang naar de Duitsers maakte. In het verhoor met Sanders zou Van Lom hebben opgebiecht een verhouding te hebben met Tjodina Tymstra. Viebahn zou daarvan hebben geweten en gedreigd hebben om zijn echtgenote in te lichten. Die versie werd door Loe de Jong overgenomen in deel 10b van zijn Het Koninkrijk der Nederlanden in de Tweede Wereldoorlog. Hij voerde Van Lom daar op onder zijn schuilnaam Van Arkel. De Jong deed dat om zijn weduwe Cornelia Jacoba Gesina Henriette ("Non") van Marle (1915-1987) te beschermen. Zij was intussen opgeklommen tot vicepresident van de rechtbank. Van Lom zou dan uit verliefdheid hebben gehandeld met als belangrijkste doel zijn minnares te redden. Veel andere geschiedschrijvers baseerden zich later op diens beschrijving.
Anderen droegen alternatieve verklaringen aan. Zo zou Van Lom ernstig verzwakt zijn door honger en geestelijk uitgeput zijn geraakt, omdat om hem heen veel mensen werden opgepakt en gedood. Hij was van zichzelf al vrij gevoelig en impulsief waardoor hij niet altijd de gevolgen van zijn handelen overzag. Zijn doel was op de eerste plaats om Tymstra te redden, terwijl aan de andere kant de leiders van het verzet niet voor hun leven hoefden te vrezen door de afspraak die Van Lom met de Duitsers had gemaakt. Dat Tymstra en Van Lom een verhouding zouden hebben gehad werd door de kinderen van beiden ontkend. Na de oorlog was Tymstra nog lange tijd bevriend met de weduwe van Van Lom.